# Cultura de les armes dels Estats Units

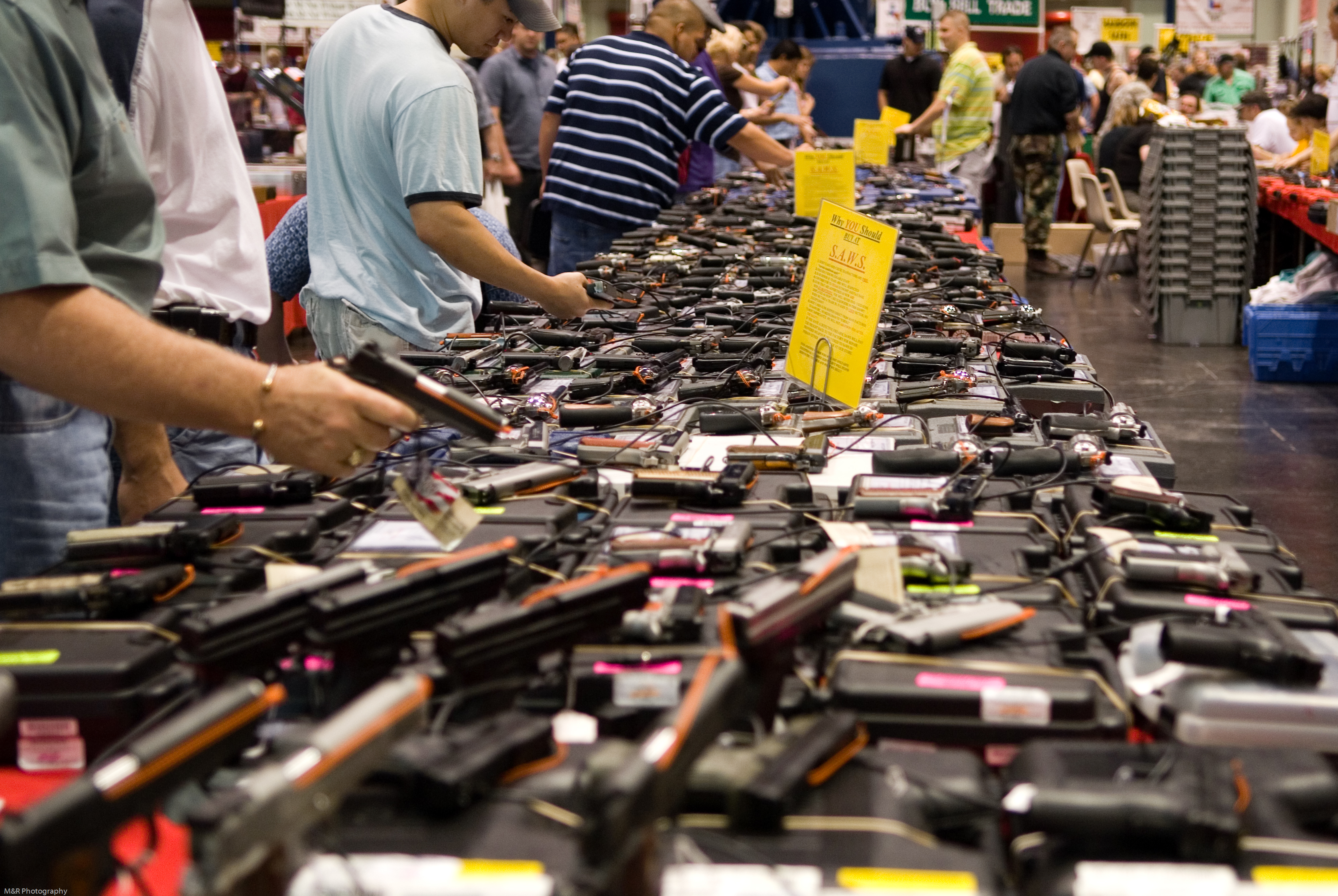
Les fires d'armes atreuen milers de visitants.

Amb el terme «cultura de les armes» es comprenen els comportaments, les actituds i les creences de la població dels Estats Units d'Amèrica sobre les armes de foc i l'ús d'aquestes. L'emportament d'armes als Estats Units és un dret constitucional establit dins la Declaració de Drets. Les armes de foc s'hi fan servir de manera generalitzada per motius de recreació —com ara el tir esportiu i la caça—, així com la defensa personal. La política de control d'armes està dividida entre els defensors dels «drets de les armes», habitualment conservadors, i aquells que fan costat a una regulació més estricta de les armes, generalment liberals. Aquesta cultura de les armes es pot considerar excepcional entre els països desenvolupats del món pel que fa a la quantitat d'armes que els civils posseeixen, les laxes regulacions i els elevats nivells de violència amb armes.

## Antecedents històrics

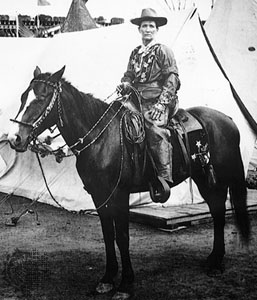
Calamity Jane és una figura notable de l'herència cultural dels Estats Units.

Les postures estatunidenques quant a l'emportament d'armes es remunten a l'època de la Guerra de la Independència, i també procedeixen de les inclinacions a la caça i la defensa territorial fomentades per la història primerenca del país.
El fervor estatunidenc per la caça com a esport prové de l'època en què els Estats Units eren una nació que practicava la agricultura de subsistència generalitzadament i la caça era una professió per a alguns, una font auxiliar d'aliments per a altres i una forma de dissuadir certs animals depredadors. Entre els homes es creà una connexió entre la virilitat i tenir habilitats de tir i capacitats de supervivència, i per als joves es considerà un ritu de pas adquirir aquestes habilitats. Avui dia, la caça és encara considerada una manera de controlar les poblacions d'animals del país, malgrat que les tendències modernes hagin fet desaparèixer gradualment la vida rural en què es caçava per menjar.
D'altra banda, l'esperit de defensa territorial es deriva de la dependència a les armes que a l'inici tenien els colonitzadors per a defensar-se d'exèrcits estrangers i de les poblacions autòctones. Per sobreviure, calia que tothom sabés utilitzar una arma. Abans de la Revolució, no hi havia pressupost, recursos humans ni voluntat política per tal de sostenir un exèrcit de temps complet. Tots els homes tenien l'obligació de prestar servei militar, inclosa la provisió del propi armament i municions, igualment que en l'actualitat cal que tots els que compleixin divuit anys es registren al servei militar. Però, ja en la dècada de 1790 aquesta obligació miliciana donà pas a unitats de voluntaris i una dependència d'un exèrcit regular. Durant el segle xix, l'establiment de la milícia civil començà a disminuir. De manera estretament relacionada amb aquestes costums es produí una tradició «fronterera», en la qual hi influí el procés d'expansió territorial fins a la costa de l'oceà Pacífic.
Per tot això, hi ha un enaltiment de les armes com a element central de la cultura i la identitat del país. Malgrat que fa més d'un segle que no cal pas d'aquest estil de vida per tal de sobreviure, generacions de ciutadans estatunidencs han seguit adoptant-lo i exaltant-lo com una herència viva, una part permanent de l'estil i la cultura de la nació.